# XFX

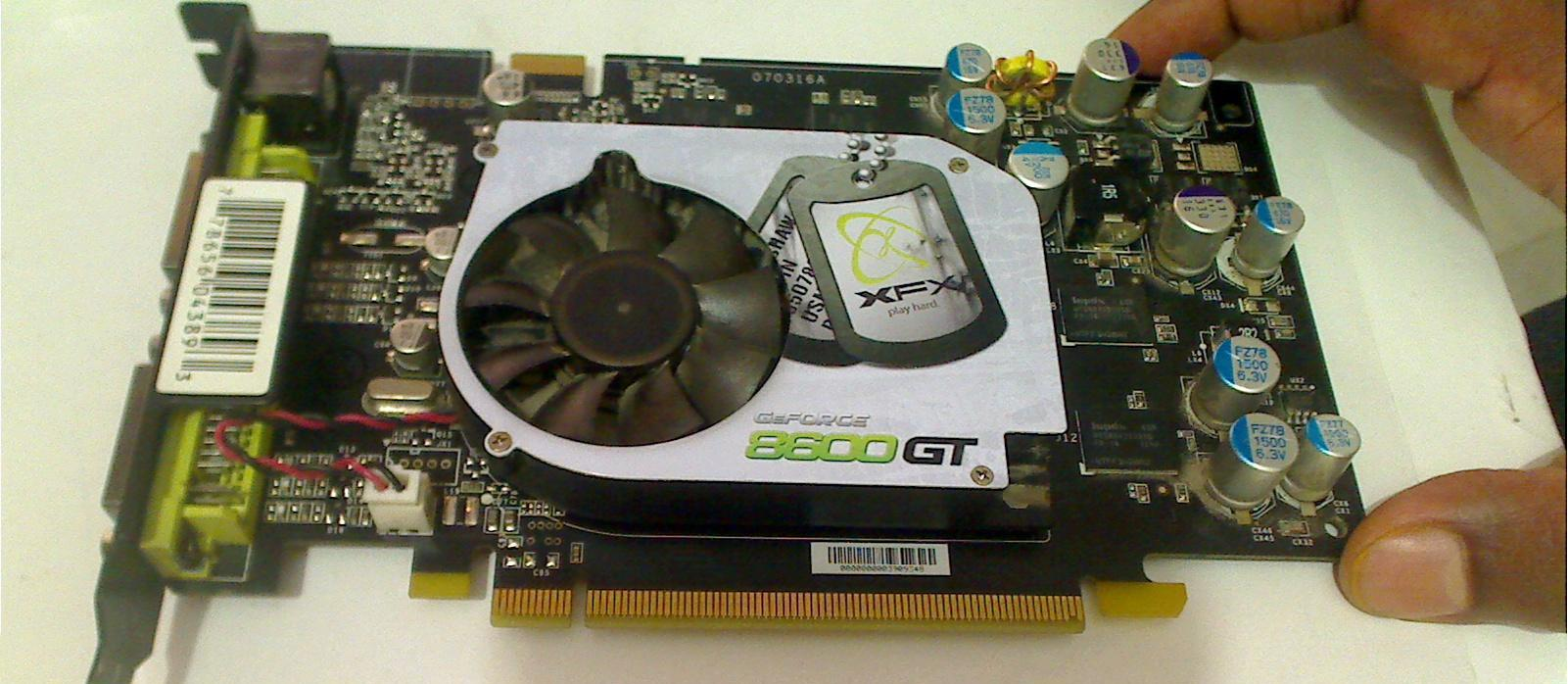
XFX GeForce 8600 GT

XFX, ЕксЕфЕкс — американський виробник відеокарт й материнських плат з головним офісом у місті Онтаріо і є дочірнім підприємством гонконзької Pine Technology Holdings Limited.
Заснована у 1989 році. Компанія є одна з лідерів на ринку США та перша на ринку Європи.[джерело?]
Підприємство виробляє Nvidia та ATI відеокарти. З 2009 року почало виробляти також потужні (850 ват) блоки живлення.

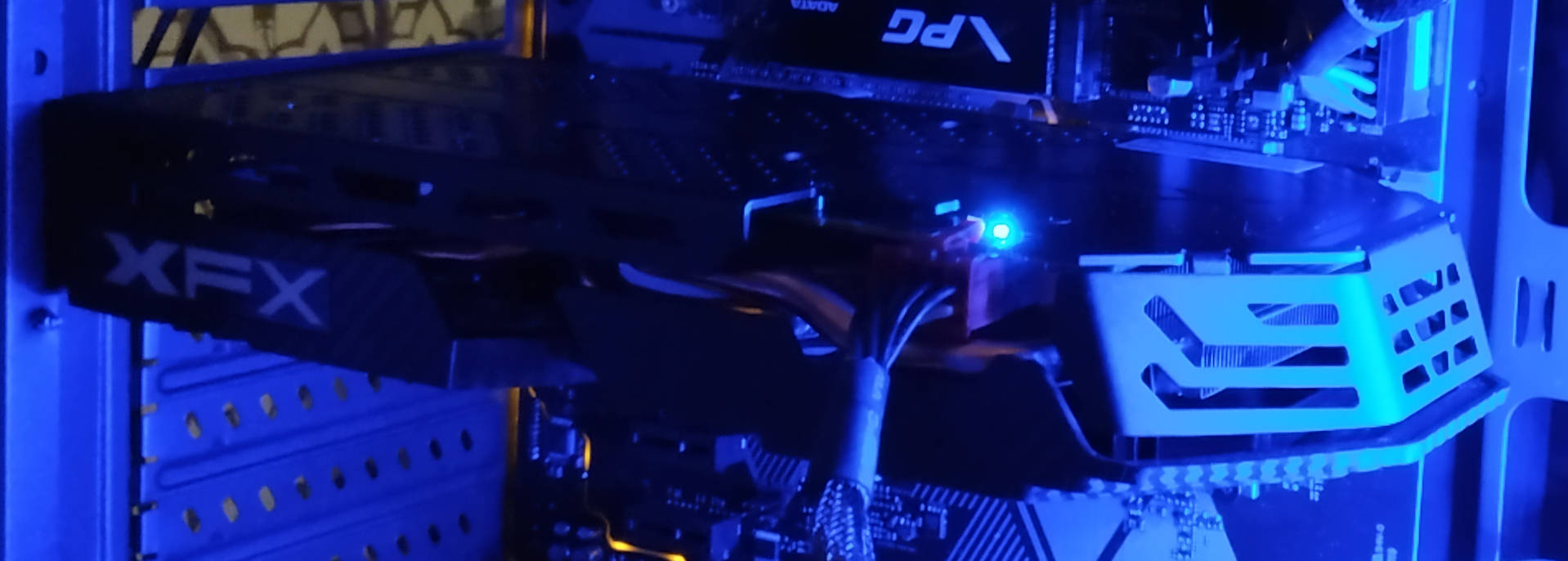
XFX Radeon RX 580 у робочому стані

Прибуток у 2007 році — 280 млн. доларів США.